# Schildhorst
Schildhorst ist ein Dorf im Bundesland Niedersachsen. Es ist seit dem Jahre 1974 ein Ortsteil von Winzenburg, das wiederum seit 2016 zur Gemeinde Freden (Leine) gehört. Der Ort liegt im Leinebergland südöstlich von Alfeld.

## Geografie und Geschichte
Angrenzende Naturparks sind der Harz sowie das Weserbergland.
Schildhorst ist ringsherum eingebettet von Wäldern. Der Fernwanderweg E 11 (Harz–Niederlande) führt direkt durch den Ort. Auf dem E 11 erreicht man über den Helleberg in südlicher Richtung den Kurort Bad Gandersheim bzw. in nördlicher Richtung die ehemalige Kreisstadt Alfeld. Interessante Wanderziele bieten auch die umliegenden ehemaligen Burgen Burg Hausfreden, Winzenburg und Hohe Schanze (heute nur noch Reste der Wallanlagen bzw. Ruinen). In schneereichen Wintern ist Skilanglauf möglich.
Der Ort entstand durch eine 1793 gegründete Glashütte, die u. a. weißes Glas herstellte.  Der Standort war aufgrund der üppigen Holz-, Wasser- und Mineralvorkommen damals für die Glasherstellung geeignet. Sie produzierte bis etwa 1930 und wurde dann abgerissen. Im 20. Jahrhundert gab es nur noch ein Sägewerk, eine Käserei und unbedeutende Reste der Glashütte.

## Politik
Gemeinderat und Bürgermeister
Schildhorst wird seit dem 1. März 1974 auf kommunaler Ebene vom Rat der Gemeinde Winzenburg vertreten.

## Verkehr
Eine Anbindung an öffentliche Verkehrsmittel besteht im nächstgrößeren Ort Freden (Bahnhof Freden) etwa 3 km entfernt. Während der Schulzeit fährt ein Schulbus.

## Söhne und Töchter
- Franz Reinhard (* 8. Januar 1859; † 21. November 1927 in Osnabrück), Jurist und Parlamentarier
- Werner Kunze (* 10. April 1909; † 19. Mai 1986 in Lüneburg), Verwaltungsbeamter und Politiker